# Il giardino delle quindici pietre
Il giardino delle quindici pietre è un album dei Franti, pubblicato dalla Blu Bus Records nel 1986 (in edizione limitata a 1550 copie). Il disco fu registrato al Dynamo Sound Studio dal febbraio al maggio 1986; tranne Acqua di luna, registrata nel febbraio 1985 al Synergy Studio.

## Tracce
Lato A
1. Il battito del cuore (testo di Linton Kwesi Johnson, musiche di Franti)
2. Acqua di luna (Franti)
3. L'uomo sul balcone di Beckett (Franti)
4. Every Time...da Attica... (Franti)

Lato B
1. Every Time...a Soweto (Franti)
2. Ai Negazione (Franti)
3. Hollywood Army / Big Black Mothers (Franti)
4. Micrò Micrò (Franti)
5. Elena 5 e 9 (Plinio Regis, Franti)
6. Nel giorno secolo (testo di Mario Boi, musiche di Franti)
7. A suivre (Joel Orchestra)

## Musicisti
Il battito del cuore
Testo di L. K. Johnson  
- Lalli — voce
- Massimo D'Ambrosio  — basso
- Vanni Picciuolo — chitarre
- Marco Ciari — batteria
- Pino "Ingegnere" Acquaviva  — tromba
- Stefano Giaccone — sassofono
- Paolone Ferraris — assistenza tecnica al mixaggio

Acqua di luna
- Lalli — voce
- Massimo D'Ambrosio — basso elettrico
- Vanni Picciuolo — chitarre
- Marco Ciari — batteria

L'uomo sul balcone di Beckett
- Lalli — voce
- Massimo D'Ambrosio — basso elettrico
- Vanni Picciuolo — chitarre
- Marco Ciari — batteria
- Stefano Giaccone — sassofoni

Every Time...da Attica...
- Lalli — voce
- Massimo D'Ambrosio — basso elettrico
- Stefano Giaccone — sassofono
- Marco Ciari — batteria
- Vanni Picciuolo — chitarra

Every Time...a Soweto
- Lalli — voce
- Massimo D'Ambrosio — basso elettrico
- Stefano Giaccone — sassofono
- Marco Ciari — batteria
- Vanni Picciuolo — chitarra

Ai Negazione
- Lalli — voce
- Vanni Picciuolo — chitarre
- Stefano Giaccone — sassofono
- Massimo D'Ambrosio — basso elettrico
- Marco Ciari — batteria

Hollywood Army / Big Black Mothers
- Lalli — voce
- Massimo D'Ambrosio -— basso elettrico
- Vanni Picciuolo — chitarra
- Marco Ciari — batteria
- Stefano Giaccone — voce

Micrò Micrò
Per Demetrio Stratos
- Lalli — voce
- Massimo D'Ambrosio — basso con archetto
- Vanni Picciuolo — chitarre
- Stefano Giaccone — sassofono

Elena 5 e 9
- Massimo D'Ambrosio — basso elettrico
- Stefano Giaccone — sassofono
- Paolo Plinio Regis — pianoforte elettrico

Nel giorno secolo
Testo di Mario Boi
- Lalli — voce
- Massimo D'Ambrosio — basso elettrico, piano elettrico
- Vanni Picciuolo — chitarre
- Marco Ciari — batteria
- Stefano Giaccone — sassofono
- Toni Ciavarra — chitarra

A suivre
- Paolo "Plinio" Regis — piano elettrico
- Livio Mandrile — trombone